# Cornel Fredericks
Cornel Fredericks (Sudáfrica, 3 de marzo de 1990) es un atleta sudafricano, especialista en la prueba de 400 m vallas, en la que logró ser subcampeón africano en 2018

## Carrera deportiva
En el Campeonato Africano de Atletismo de 2018 celebrado en Asaba (Nigeria) ganó la medalla de plata en los 400 m vallas, con un tiempo de 49.40 segundos, tras el argelino Abdelmalik Lahoulou (oro con 48.47 segundos, récord nacional) y por delante del tunecino Zied Azizi (bronce con 49.48 segundos). También ganó la medalla de plata en los relevos de 4x400 metros.